# Giovanni VIII di Nassau-Siegen
Principe Giovanni VIII, conte di Nassau-Siegen (Dillenburg, 29 settembre 1583 – Ronse, 27 luglio 1638), è stato un nobile e militare tedesco.

## Biografia

### Infanzia ed educazione
Nacque il 29 settembre 1583, secondo figlio maschio del principe Giovanni VII di Nassau-Siegen e della contessa Maddalena di Waldeck.
Fu educato a Herborn, Kassel e Ginevra. Nel 1610 partecipò al Staatse leger nella conquista di Jülich.

### Matrimonio

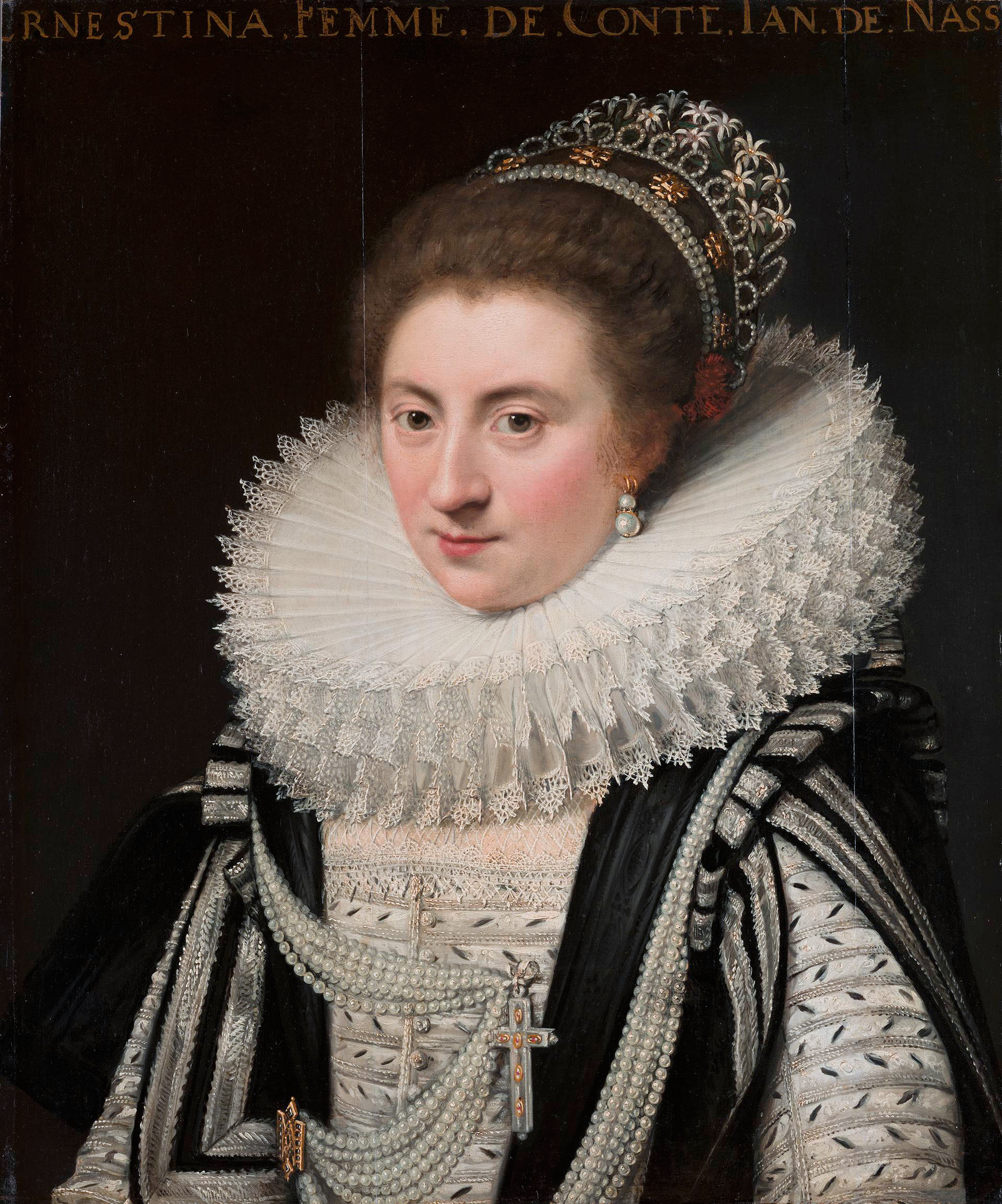
Ernestina Iolanda di Ligne ritratta da Jan van Ravesteyn

Giovanni sposò a Bruxelles il 13 agosto 1618 la principessa cattolica Ernestina Iolanda di Ligne (1594–1668), figlia di Lamoral de Ligne, principe d'Espinoy. Ebbero insieme sei figli.

### Carriera militare

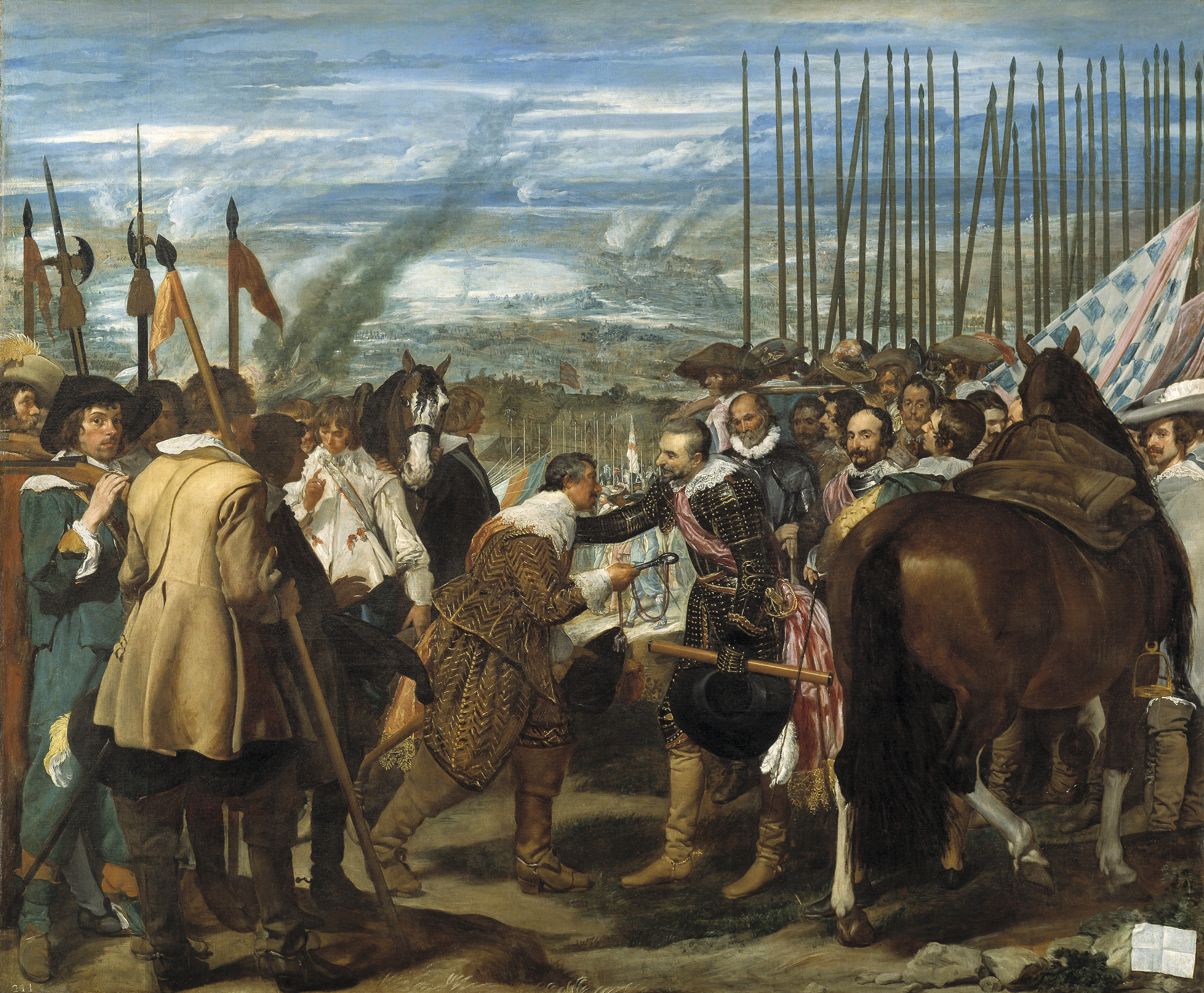
La resa di Breda di Velázquez

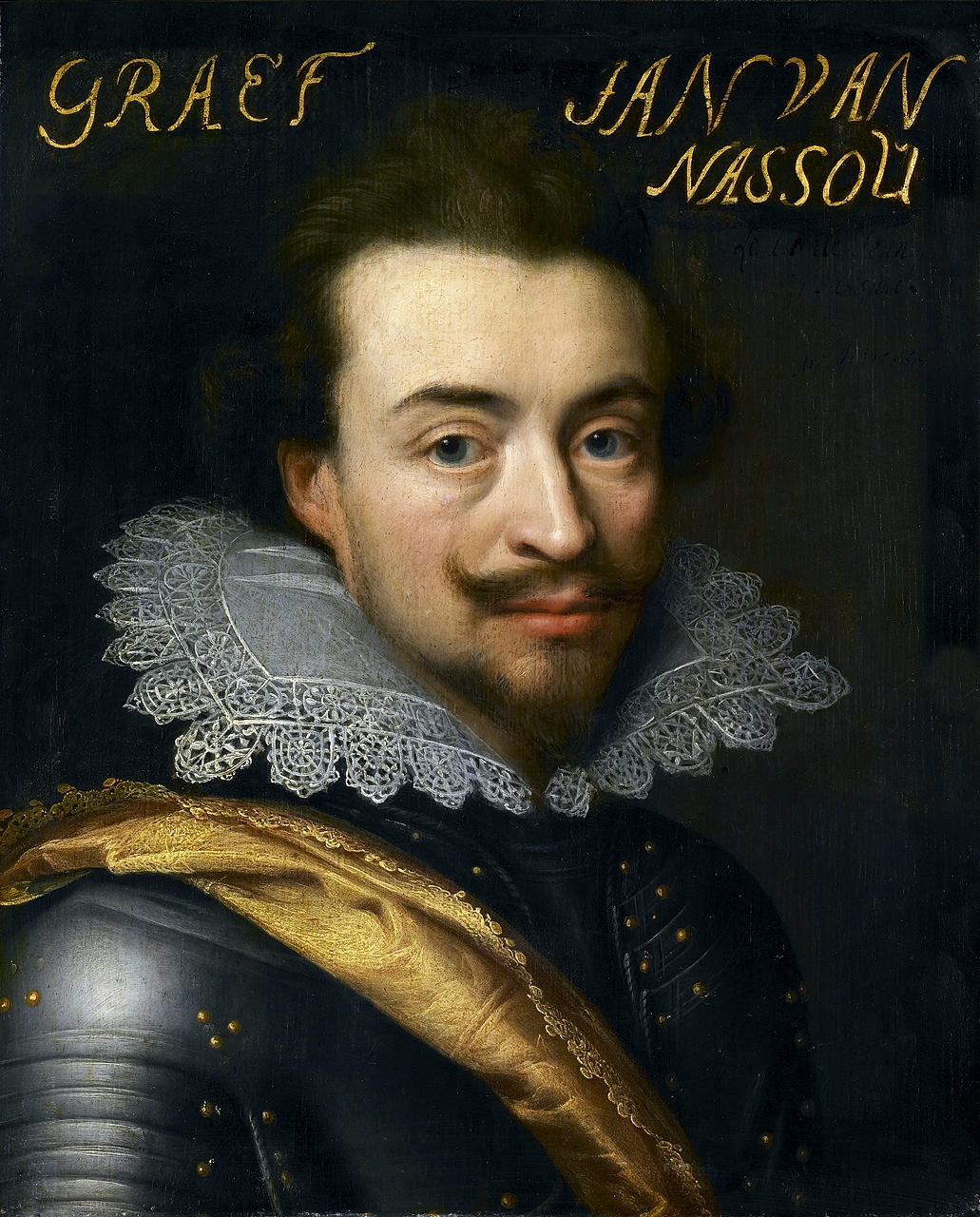
Il principe Giovanni VIII, conte di Nassau-Siegen, ritratto da Jan van Ravesteyn nel 1620 circa, Rijksmuseum, Amsterdam

Il 25 dicembre 1613, con grande orrore della sua famiglia, si convertì apertamente al cattolicesimo ed entrò a servizio dell'esercito di Carlo Emanuele I di Savoia. Dopo la morte del fratello maggiore, Giovanni Ernesto nel settembre 1617, rivendicò i suoi diritti, ma suo padre scelse un successore protestante. Quando suo padre morì nel 1623, Giovanni VIII occupò Nassau-Siegen a capo dell'esercito asburgico e cominciò la Controriforma.
Nel 1624 diventò un cavaliere dell'ordine del Toson d'oro.
Nel 1625 partecipò all'assedio di Breda. Breda era difesa da suo cugino di secondo grado Giustino di Nassau e resistette per undici mesi prima di arrendersi. Giovanni VIII di Nassau-Siegen è raffigurato nel celebre dipinto la resa di Breda di Diego Velázquez, terzo da sinistra in campo spagnolo, guardando direttamente lo spettatore.
Nel 1628 Ferdinando II lo inviò in Italia in veste di commissario, intimando al duca di Mantova Carlo I di Gonzaga-Nevers di consegnare i suoi Stati all'imperatore, finché non fosse deciso a chi spettasse l'infeudazione di Mantova e del Monferrato.
Nel 1630 fu catturato dall'esercito olandese, tuttavia, fu rilasciato nello stesso anno. Nel 1631, si occupò della flotta spagnola-fiamminga sconfitta da mercenari da mercenari olandesi, scozzesi ed inglesi, nella battaglia dello Slaak, combattere per conto del governatore spagnolo Francisco de Moncada, III marchese di Aitona, (1586–1635).

### Ultimi anni e morte
Nel 1632, Nassau-Siegen fu conquistata dagli svedesi, dopo di che il suo fratellastro Giovanni Maurizio reintrodusse il protestantesimo.
Giovanni VIII morì nel 1638 e gli successe suo unico figlio maschio Giovanni Francesco Desiderato, che dovette cedere una parte di Nassau-Siegen al ramo protestante della famiglia.

## Discendenza

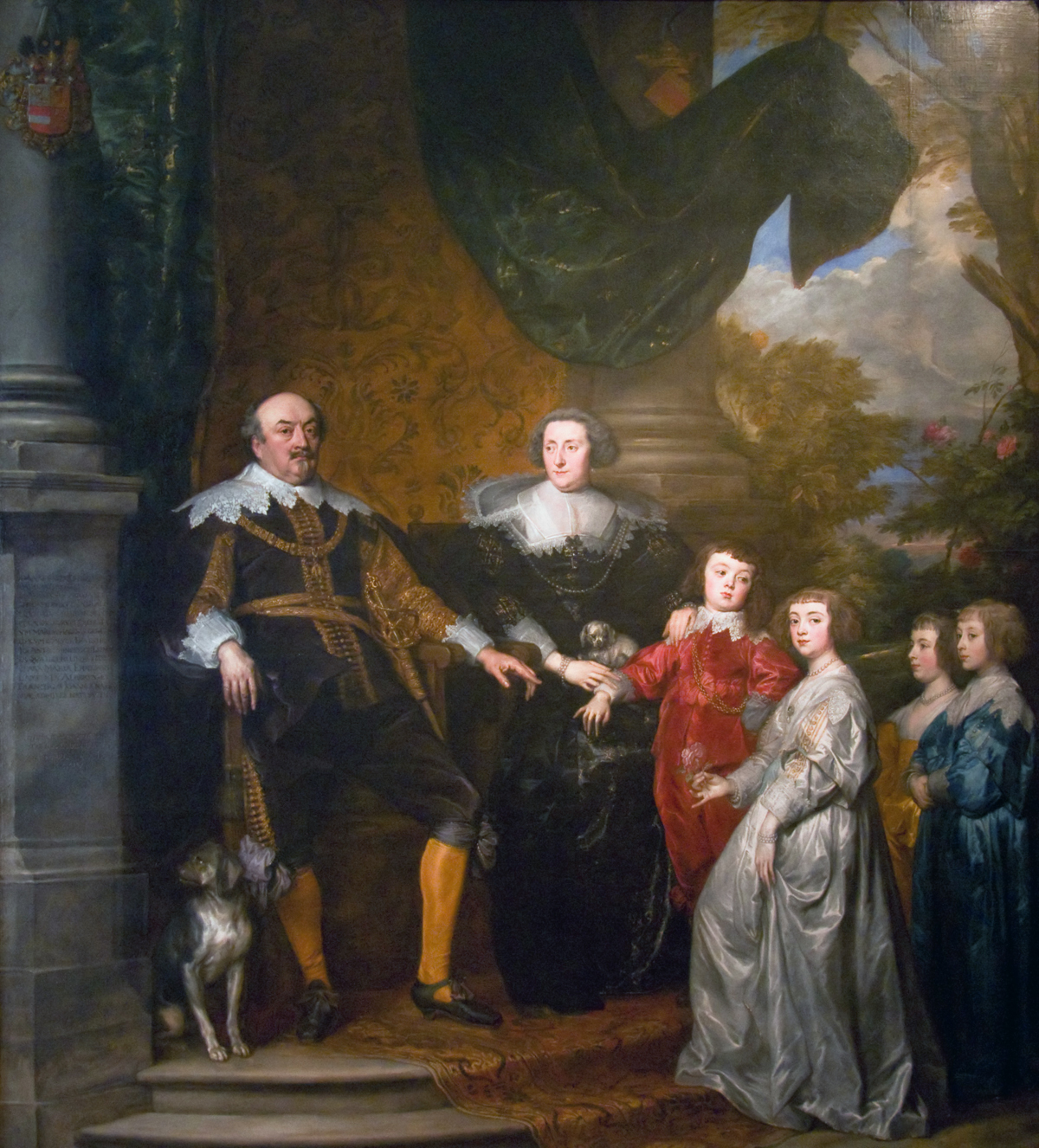
Il principe Giovanni VIII e la principessa Ernestina Iolanda di Ligne ritratti con i loro figli da Anthony van Dyck nel 1634

Il principe Giovanni VIII e la principessa Ernestina Iolanda di Ligne ebbero sei figli:
- Maria (1619–1620);
- figlia nata morta (1620);
- Clara Maria (1621–1695), sposò i suoi cugini il principe Alberto Enrico di Ligne nel 1634, e Claude Lamoral, III principe di Ligne nel 1642;
- Ernestina Carlotta (1623–1668), sposò nel 1650 Maurizio Enrico di Nassau-Hadamar
- Lamberta Alberta Gabriella Ursula (1625–1635);
- Giovanni Francesco Desiderato (Nozeroy, 1627 – Roermond, 1699), conte di Nassau-Siegen.

## Ascendenza
|                                         |                                         |                                         | Genitori                                                            |  |  | Nonni |  |  | Bisnonni                                |  |  | Trisnonni                              |  |
|                                         |                                         |                                         |                                                                     |  |  |       |  |  | Guglielmo I, conte di Nassau-Dillenburg |  |  | Giovanni V, conte di Nassau-Dillenburg |  |
|                                         |                                         |                                         |                                                                     |  |  |       |  |  | Guglielmo I, conte di Nassau-Dillenburg |  |  | Giovanni V, conte di Nassau-Dillenburg |  |
|                                         |                                         | Elisabetta d'Assia-Marburg              |                                                                     |  |  |       |  |  | Guglielmo I, conte di Nassau-Dillenburg |  |  |                                        |  |
| Giovanni VI, conte di Nassau-Dillenburg |                                         |                                         |                                                                     |  |  |       |  |  | Guglielmo I, conte di Nassau-Dillenburg |  |  |                                        |  |
|                                         |                                         | Giuliana di Stolberg-Wernigerode        | Bodo VIII, conte di Stolberg-Wernigerode                            |  |  |       |  |  |                                         |  |  |                                        |  |
|                                         |                                         | Giuliana di Stolberg-Wernigerode        | Bodo VIII, conte di Stolberg-Wernigerode                            |  |  |       |  |  |                                         |  |  |                                        |  |
|                                         |                                         | Giuliana di Stolberg-Wernigerode        | Anna di Eppstein-Königstein                                         |  |  |       |  |  |                                         |  |  |                                        |  |
| Giovanni VII, conte di Nassau-Siegen    |                                         | Giuliana di Stolberg-Wernigerode        |                                                                     |  |  |       |  |  |                                         |  |  |                                        |  |
|                                         |                                         | Giorgio III, langravio di Leuchtenberg  | Giovanni IV, langravio di Leuchtenberg                              |  |  |       |  |  |                                         |  |  |                                        |  |
|                                         |                                         | Giorgio III, langravio di Leuchtenberg  | Giovanni IV, langravio di Leuchtenberg                              |  |  |       |  |  |                                         |  |  |                                        |  |
|                                         |                                         | Giorgio III, langravio di Leuchtenberg  | Margherita di Schwarzburg-Blankenburg                               |  |  |       |  |  |                                         |  |  |                                        |  |
| Elisabetta di Leuchtenberg              |                                         | Giorgio III, langravio di Leuchtenberg  |                                                                     |  |  |       |  |  |                                         |  |  |                                        |  |
|                                         |                                         | Barbara di Brandeburgo-Ansbach-Kulmbach | Federico I, margravio di Brandeburgo-Ansbach e Brandeburgo-Kulmbach |  |  |       |  |  |                                         |  |  |                                        |  |
|                                         |                                         | Barbara di Brandeburgo-Ansbach-Kulmbach | Federico I, margravio di Brandeburgo-Ansbach e Brandeburgo-Kulmbach |  |  |       |  |  |                                         |  |  |                                        |  |
|                                         |                                         | Barbara di Brandeburgo-Ansbach-Kulmbach | Sofia di Polonia                                                    |  |  |       |  |  |                                         |  |  |                                        |  |
| Giovanni VIII, conte di Nassau-Siegen   |                                         | Barbara di Brandeburgo-Ansbach-Kulmbach |                                                                     |  |  |       |  |  |                                         |  |  |                                        |  |
|                                         | Enrico VIII, conte di Waldeck-Wildungen | Filippo I, conte di Waldeck-Waldeck     |                                                                     |  |  |       |  |  |                                         |  |  |                                        |  |
|                                         | Enrico VIII, conte di Waldeck-Wildungen | Filippo I, conte di Waldeck-Waldeck     |                                                                     |  |  |       |  |  |                                         |  |  |                                        |  |
|                                         | Enrico VIII, conte di Waldeck-Wildungen | Giovanna di Nassau-Dillenburg           |                                                                     |  |  |       |  |  |                                         |  |  |                                        |  |
| Filippo IV, conte di Waldeck-Wildungen  | Enrico VIII, conte di Waldeck-Wildungen |                                         |                                                                     |  |  |       |  |  |                                         |  |  |                                        |  |
|                                         |                                         | Anastasia di Runkel                     | Guglielmo II, signore di Runkel                                     |  |  |       |  |  |                                         |  |  |                                        |  |
|                                         |                                         | Anastasia di Runkel                     | Guglielmo II, signore di Runkel                                     |  |  |       |  |  |                                         |  |  |                                        |  |
|                                         |                                         | Anastasia di Runkel                     | Ermengarda di Rollingen                                             |  |  |       |  |  |                                         |  |  |                                        |  |
| Maddalena di Waldeck-Wildungen          |                                         | Anastasia di Runkel                     |                                                                     |  |  |       |  |  |                                         |  |  |                                        |  |
|                                         |                                         | Salentin VI, conte di Isenburg-Neumagen | Gerlach II, conte di Isenburg-Grenzau                               |  |  |       |  |  |                                         |  |  |                                        |  |
|                                         |                                         | Salentin VI, conte di Isenburg-Neumagen | Gerlach II, conte di Isenburg-Grenzau                               |  |  |       |  |  |                                         |  |  |                                        |  |
|                                         |                                         | Salentin VI, conte di Isenburg-Neumagen | Ildegarda di Sirck                                                  |  |  |       |  |  |                                         |  |  |                                        |  |
| Jutta di Isenburg-Neumagen              |                                         | Salentin VI, conte di Isenburg-Neumagen |                                                                     |  |  |       |  |  |                                         |  |  |                                        |  |
|                                         |                                         | Elisabetta di Hunolstein                | Heinrich, signore di Hunolstein                                     |  |  |       |  |  |                                         |  |  |                                        |  |
|                                         |                                         | Elisabetta di Hunolstein                | Heinrich, signore di Hunolstein                                     |  |  |       |  |  |                                         |  |  |                                        |  |
|                                         |                                         | Elisabetta di Hunolstein                | Elisabetta di Bolchen                                               |  |  |       |  |  |                                         |  |  |                                        |  |
|                                         |                                         | Elisabetta di Hunolstein                |                                                                     |  |  |       |  |  |                                         |  |  |                                        |  |